# Санкт-Штефан-им-Розенталь
Санкт-Штефан-им-Розенталь (нем. Sankt Stefan im Rosental) — ярмарочный посёлок в Австрии, ярмарочный посёлок, расположен в федеральной земле Штирия. 
Входит в состав округа Зюдостштайермарк.  Население составляет 3856 человек (на 31 декабря 2005 года). Занимает площадь 39,57 км².

## Политическая ситуация
Бургомистр коммуны — Йохан Кауфман (АНП) по результатам выборов 2005 года.
Совет представителей коммуны (нем. Gemeinderat) состоит из 21 места.
- АНП занимает 14 мест.
- СДПА занимает 6 мест.
- АПС занимает 1 место.